# Cerro Bayo
Cerro Bayo é um pico da Cordilheira dos Andes localizado a 9 km da cidade de Villa La Angostura, na Província de Neuquén, Argentina. A altura da base é de 1.050 metros. 
O Cerro Bayo é uma estação de ski alternativa ao famoso Cerro Catedral de Bariloche. Possui 12 quilômetros de pistas esquiáveis em 23 pistas com 4 níveis de dificuldade.